# Адам Шлапка
Адам Станіслав Шлапка (пол. Adam Stanisław Szłapka; нар. 6 грудня 1984, Косцян  ) — польський політик, політолог і місцевий урядовець, депутат 8-го та 9-го скликань Сейму Польщі, з 2019 року голова партії Новочесна .

## Біографія
Випускник середньої школи імені Оскара Кольберґа у Косцяні  . Закінчив Університету ім Адама Міцкевича в Познані  по спеціальності "політологія" (2008)  та Школу Зовнішньої Політики и в Польському інституті міжнародних відносин (2012)  .
Він був активним у Молодому центрі (молодіжне крило Союзу свободи та Демократичної партії ), а після його трансформації – в асоціації Projekt: Polska . У 2006–2012 роках був генеральним секретарем цих організацій  . У 2006–2010 роках він обіймав посаду радника та заступника голови міської ради в Косцяні , представляючи Демократичний форум місцевого самоврядування. У 2010 році невдало балотувався на переобрання на місцевих виборах  . Він був директором Fundacja Projekt: Polska, де відповідав, зокрема, за: організацію проектів «Разом 89» та «Солідарна генерація»  . Він також став членом ради цієї організації . З 2011 по 2015 роки, під час президентства Броніслава Коморовського, працював експертом у Канцелярії Президента Республіки Польща  .
У 2015 році він обійняв посаду генерального секретаря партії Новочесна  . На парламентських виборах того ж року балотувався до Сейму в Каліському виборчому окрузі з першого місця в регіонального списку партії, отримавши мандат депутата 8-го терміну  . Став членом комітету у закордонних справах і комітету зі спецслужб  .
На виборах 2019 року він успішно балотувався на парламентських виборах від Громадянської коаліції в окрузі Познань, отримавши 51951 голосів  . 24 листопада 2019 року він змінив Катажину Лубнауер на посаді голови партії Новочесна  .

## Нагороди
- Хрест «Честь і слава» – Україна, 2023 [11]